# Martha Meola
Martha Meola (São Paulo) é uma atriz brasileira. Tem atuações no teatro, cinema e televisão. Atuou nos filme "Contra Todos" como Teresinha O Cheiro do Ralo como a secretária e no filme '"O Palhaço" como Nanci.
Está no elenco da série Sintonia na Netflix como a Tia Lú.

## Filmografia

### Televisão
| Ano       | Título             | Papel           | Notas          |
| --------- | ------------------ | --------------- | -------------- |
| 1996      | A Última Semana    | —               |                |
| 2004      | Seus Olhos         | Cleusa          |                |
| 2013      | Pedro & Bianca     | Arlete          |                |
| 2015      | Verdades Secretas  | Sílvia          |                |
| 2017      | Tempo de Amar      | Dona Lurdes     |                |
| 2019      | Sintonia           | Lucrécia/Tia Lú | [ 2 ]          |
| 2019      | Toda Forma de Amar | Ivete           |                |
| 2019      | Hebe               | Lurdes Camargo  |                |
| 2022-2023 | Reis               | Elisama         | Temporadas 2-6 |
| 2025      | Beleza Fatal       | Kelly           |                |

### Cinema
| Ano  | Título                         | Papel                 |
| ---- | ------------------------------ | --------------------- |
| 1996 | Ao Vivo e a Cores - Sexo na TV | Mulher                |
| 2001 | Sonhos Tropicais               | Marisa                |
| 2004 | Contra Todos                   | Terezinha             |
| 2004 | Quando Tudo Formiga            | Mãe                   |
| 2006 | O Cheiro do Ralo               | Secretária            |
| 2006 | Antônia                        | Passageira da Lotação |
| 2006 | Tapete Vermelho                | Dona Rosa             |
| 2009 | Lembrança                      | Mãe                   |
| 2011 | O Palhaço                      | Nanci                 |
| 2011 | As Doze Estrelas               | Luna Celeste          |
| 2016 | Mundo Cão                      | Evangélica            |
| 2016 | DESencontros                   | Atriz                 |
| 2017 | Narrativas de um crime         | Márcia                |
| 2019 | Divaldo: O Mensageiro da Paz   | Mãe de Nelsinho       |
| 2021 | Terapia do Medo                | Magda                 |

## Teatro
- Tournée para França, Espanha, Áustria, Alemanha, Canadá e Grécia com os espetáculos A Hora e A Vez de Augusto Matraga e Macunaíma com o Grupo Macunaíma de Antunes Filho.
- Dorotéia
- Edmond
- Há Vagas para Moças de Fino Trato
- Cândido - Voltaire
- Trilogia de Alice
- Assim Ë (se lhe parece)
- Michel III - Uma Farsa Brasileira
- Uma Mulher Só [6]
- Jardim de Inverno

## Prêmios e indicações
| Ano  | Prêmio               | Categoria                                  | Nomeação          | Resultado |
| ---- | -------------------- | ------------------------------------------ | ----------------- | --------- |
| 2021 | Prêmio Bibi Ferreira | Melhor Atriz Coadjuvante em Peça de Teatro | Jardim de Inverno | Venceu    |